# (2783) Chernyshevskij
(2783) Chernyshevskij ist ein Asteroid des Hauptgürtels, der am 14. September 1974 vom russischen Astronomen Nikolai Stepanowitsch Tschernych am Krim-Observatorium in Nautschnyj (IAU-Code 095) entdeckt wurde.
Der Asteroid wurde nach dem russischen Schriftsteller, Publizisten, Literaturkritiker und Revolutionär Nikolai Gawrilowitsch Tschernyschewski (1828–1889) benannt, der in seinem Roman Was tun? den Prototyp des perfekten sozialistischen Menschen zeichnet.